# 恩里科·波吉
恩里科·波吉（義大利語：Enrico Poggi，1908年1月30日—1976年10月16日），意大利男子帆船运动员。他曾代表意大利参加1936年、1948年和1952年夏季奥林匹克运动会帆船比赛，获得一枚金牌。